# Liste der Präfekturfische Japans
Als Präfekturfisch (jap. 県の魚) wird eine von einer japanischen Präfektur offiziell als Symbol der jeweiligen Region ernannte Fischart bzw. ein anderes, oft essbares Meerestier bezeichnet. Die jeweilige Fischart wurde üblicherweise durch öffentliche Abstimmung in der Präfektur bestimmt. Einige Arten stehen dabei auch für mehrere Präfekturen wie beispielsweise die Kuruma-Garnele. Die Präfektur Toyama hat mit drei Arten als einzige Präfektur mehr als eine Art ausgewählt. Neben Präfekturfischen existieren auch ähnliche Präfektursymbole für Präfekturvögel, Präfekturblüten und Präfekturbäume. Anders als bei diesen teilweise schon seit den 1950er Jahren existierenden drei Präfektursymbolen haben nicht alle Präfekturen einen Präfekturfisch gewählt.

## Liste der Präfekturfische
Im Folgenden sind alle ausgewiesenen Präfekturfische nach geographischer Verteilung der Präfekturen von Norden nach Süden geordnet gelistet.
| ISO | Präfektur           | Präfekturfisch                                                                          | Japanischer Name                                            | Ausweisungs- datum | Anmerkungen | Bild |
| --- | ------------------- | --------------------------------------------------------------------------------------- | ----------------------------------------------------------- | ------------------ | --- | ---- |
| 2   | Präfektur Aomori    | Paralichthys olivaceus                                                                  | 鮃 Hirame                                                   | 20. Juli 1987      | Die Fischart wird in allen Küstengewässern Japans gefangen. |      |
| 3   | Präfektur Iwate     | Ketalachs (Oncorhynchus keta)                                                           | 南部さけ Nanbu-Sake                                         | 21. Feb. 1992      | Der in dieser Präfektur produzierte Ketalachs ist in Japan als „südlicher Lachs“ bekannt. Nachdem die Lachse in Gewässern im Landesinneren geboren wurden, wandern sie ins Japanisches Meer. Einige Jahre später kehren sie zum Laichen an den Iwate zurück. |      |
| 6   | Präfektur Yamagata  | Masu-Lachs (Oncorhynchus masou)                                                         | 桜鱒 Sakura-Masu                                            | 9. März 1992       | Der Masu-Lachs ist ein Wanderfisch. |      |
| 8   | Präfektur Ibaraki   | Japanische Flunder (Paralichthys olivaceus)                                             | 鮃 Hirame                                                   | 1. Juni 1995       | |      |
| 10  | Präfektur Gunma     | Ayu-Art (Plecoglossus altivelis altivelis)                                              | 鮎 Ayu                                                      |                    | Plecoglossus altivelis atltivelis ist ein Süßwasserfisch aus der Familie Ayu mit einer Körperlänge von 15 bis 30 cm. Die Fischart hat einen olivfarbenen Rücken und einen silberweißen Bauch. Sie ist in vielen Flüsse der Präfektur verbreitet und ernährt sich von auf Steinen wachsenden Algen. |      |
| 11  | Präfektur Saitama   | Pungitius sp.                                                                           | ムサシトミヨ Musashi-Tomiyo                                 | 14. Nov. 1991      | Pungitius sp. ist ein Süßwasserfisch. Er lebt in kühlen Bächen und Teichen. Heute ist er nur noch im Oberlauf des ehemaligen Arakawa-Flusses nahe der Stadt Kumagai zu sehen. |      |
| 12  | Präfektur Chiba     | Meerbrasse (Sparidae)                                                                   | タイ Tai                                                    | 23. Feb. 1989      | Die Meerbrasse soll die Entwicklung der Präfektur symbolisieren. |      |
| 16  | Präfektur Toyama    | 1) Leuchtkalmar (Watasenia scintillans) 2) Pasiphaea japonica 3) Seriola quinqueradiata | 1) ブリ Buri 2) シロエビ Shiro-Ebi 3) ホタルイカ Hotaru-Ika | 1996               | 1) Die Tintenfischart ist seit 1952 als Naturdenkmal Japans ausgewiesen. Die Tintenfische leben normalerweise in einer Tiefe von 200 bis 400 m, kommen aber zur Paarung und Eiablage in flachere Gewässer. In der Toyama-Bucht des Japanischen Meeres kommen sie auch verhältnismäßig nahe an die Küste. Das blasse Leuchten der Tintenfische ist dort als "Geheimnis der Toyama-Bucht" bekannt. Die Tiere werden zwischen März und Juni gefischt. 2) Pasiphaea japonica ist eine Garnelenart mit einer transparenten hellrosa Farbe. 3) Seriola quinqueradiata ist eine Stachelmakrele mit einer Körperlänge von bis zu 150 Zentimetern. |      |
| 18  | Präfektur Fukui     | Schneekrabbe (Chionoecetes opilio)                                                      | 越前ガニ Echizengani                                        | März 1989          | Die Fangsaison ist im Winter. |      |
| 21  | Präfektur Gifu      | Ayu (Plecoglossus altivelis altivelis)                                                  | 鮎 Ayu                                                      | 15. Juli 1989      | Das Kormoranfischen am Nagara-Fluss ist im ganzen Land bekannt. |      |
| 23  | Präfektur Aichi     | Kuruma-Garnele (Marsupenaeus japonicus)                                                 | 車海老 Kuruma-Ebi                                           | 1990               | Die Garnelenart hat ihren Namen bekommen, weil sie ein Streifenmuster aufweist, das wie ein Rad (jap. kuruma) aussieht wenn der Körper zusammengerollt ist. Die Präfektur hat die höchsten Fangzahlen in Japan. |      |
| 24  | Präfektur Mie       | Panulirus japonicus                                                                     | 伊勢えび Ise-Ebi                                            | 1990               | In der Präfektur Mie wird die Langustenart Panulirus japonicus hauptsächlich auf der Shima-Halbinsel produziert. Das Produktionsvolumen in der Präfektur macht 10 % der nationalen Produktion aus und ist das drittgrößte des Landes. |      |
| 30  | Präfektur Wakayama  | Thunfisch-Art (Thunnus)                                                                 | 鮪 Maguro                                                   |                    | Die Fischart erreicht eine Körperlänge von 3 m und ein Gewicht von 200 kg. Besonders im beginnenden Frühjahr ist Sashimi aus in den Küstengewässern von Kinan gefangenen schwarzen Thunfischen äußerst beliebt. |      |
| 31  | Präfektur Tottori   | Japanische Flunder (Paralichthys olivaceus)                                             | 鮃 Hirame                                                   | 1990               | Die Japanische Flunder ist das wichtigste Produkt der Fischereiindustrie in dieser Präfektur. |      |
| 32  | Präfektur Shimane   | Fliegende Fische (Exocoetidae)                                                          | トビウオ Tobiuo                                             | 1989               | Die allgemein als Ago bekannten Fliegenden Fische werden an der Küste der Präfektur gefangen und symbolisieren den Sommeranfang. |      |
| 34  | Präfektur Hiroshima | Auster (Ostreidae)                                                                      | 牡蠣 Kaki                                                   | 6. Sep. 1990       | Hiroshima-Austern sind ein typisches Meeresprodukt der Präfektur Hiroshima, das schon seit etwa 450 Jahren angebaut wird. Derzeit macht es etwa 60 % des nationalen Marktanteils in der Produktion aus und ist landesweit bekannt. |      |
| 35  | Präfektur Yamaguchi | Kugelfisch (Tetraodontidae)                                                             | ふく（ふぐ Fuku (Fugu)                                      | 1989               | Der Kugelfisch wird in der Präfektur Yamaguchi „Fuku“ anstatt „Fugu“ genannt, da er zu „Glück“ führen soll. Die kulinarische Geschichte von Fugu begann zu einem Großteil in der Präfektur Yamaguchi, beispielsweise mit der Entwicklung der „Haenawa-Fangmethode“ und der Aufhebung des Essverbots, und auch heute noch in Hae in der Stadt Shimozeki. Das in der Präfektur gehandelte Volumen an Fugu ist das höchste in Japan. |      |
| 37  | Präfektur Kagawa    | Seriola quinqueradiata                                                                  | ハマチ Hamachi                                              | 7. Nov. 1995       | In der frühen Shōwa-Zeit wurde in der Präfektur Kagawa die Aquakultur der Stachelmakrelenart erstmals entwickelt. Heute ist es eine wichtige Fischart der Fischereiindustrie der Präfektur. |      |
| 38  | Präfektur Ehime     | Pagrus major                                                                            | 真鯛 Madai                                                  | 15. Juni 1993      | Die Meerbrassenart wird in der gesamten Präfektur gefangen und verfügt über eine der höchsten Fangzahlen in Japan. Es gibt viele lokale Gerichte. Seit der Antike gilt Madai aufgrund seiner leuchtend roten Körperfarbe und des ähnlich klingenden Wortes "Medetai" (dt. „Glückwunsch“) als glücksbringender Fisch und als unverzichtbare, hochwertige Zutat für Feiern und shintoistische Feste. |      |
| 39  | Präfektur Kōchi     | Echter Bonito (Katsuwonus pelamis)                                                      | 鰹 Katsuo                                                   | 21. Juni 1988      | Der Echte Bonito erreicht gewöhnlich eine Länge von 80 cm. In der japanischen Küche wird er als Katsuobushi, d. h. getrocknet und geräuchert, oder als Katsuo no shiokara verarbeitet. |      |
| 43  | Präfektur Kumamoto  | Kuruma-Garnele (Marsupenaeus japonicus)                                                 | 車海老 Kuruma-Ebi                                           | Dez. 1989          | Die Ariake-See und die Shiranui-See sind landesweit die Hauptproduktionsgebiete für Kuruma-Garnelen. Die Präfektur Kumamoto ist zudem die erste Präfektur in der diese Garnelen gezüchtet wurden. |      |